# Barnabás Varga
Barnabás Varga (* 25. října 1994 Szombathely) je maďarský profesionální fotbalista, který hraje na pozici útočníka za maďarský klub Ferencvárosi TC a za maďarský národní tým.

## Klubová kariéra
Varga se ve věku 16 let přesunul z rodného Maďarska do Rakouska, kde si zahrál i v rakouské nejvyšší soutěži v dresu Mattersburgu. Po několika sezónách strávených v nižších rakouských a maďarských soutěžích postoupil v roce 2021 s maďarským Gyirmótem do Nemzeti bajnokság I.
Ve své první sezóně v nejvyšší maďarské lize vstřelil Varga 13 branek a v létě 2022 se přesunul do Paksi FC. Po jediné sezóně, v níž vstřelil 26 branek a stal se nejlepším ligovým střelcem, přestoupil do týmu maďarského mistra Ferencvárosi TC.
V sezóně 2023/24 vstřelil Varga 20 branek a stal se znovu nejlepší střelcem, navíc s Ferencvárosem získal ligový titul.

## Reprezentační kariéra
Dne 27. března 2023 debutoval Varga v dresu maďarské reprezentace v kvalifikačním utkání o postup na EURO proti Bulharsku.
Dne 14. května 2024 byl Varga nominován na závěrečný turnaj EURO 2024. V úvodním zápase základní skupiny Varga skóroval při prohře Maďarska 1:3 se Švýcarskem.